# Улужай
Улужай (в верховье Большой Улужай) — река в России, протекает по Республике Алтай. Устье реки находится в 115 км по левому берегу реки Кокса. Длина реки составляет 27 км.
На реке расположен одноимённый посёлок Улужай, опустевший после 2010 года.

## Бассейн
(от устья)
- 2 км: Ключик (лв)
- 8 км: Малый Улужай (пр)
  - Рассыпной (лв)
  - Кедровый (пр)
- Аксас (пр)

## Данные водного реестра
По данным государственного водного реестра России относится к Верхнеобскому бассейновому округу, водохозяйственный участок реки — Катунь, речной подбассейн реки — Бия и Катунь. Речной бассейн реки — (Верхняя) Обь до впадения Иртыша.